# Angie Martinez
Angela Martinez, meglio conosciuta come Angie Martinez (New York, 9 gennaio 1971), è una rapper e disc jockey statunitense di origini portoricane.

## Biografia
Figlia di una direttrice di una stazione radio jazz, lavora inizialmente presso una stazione radiofonica di Miami, torna poi a New York dove lavora presso Hot 97 con Funkmaster Flex. Notata da alcuni artisti e produttori inizia l'attività di cantante rap collaborando con Heart Beat, con KRS-ONE e Redman (contenuta nell'album I Got Next di KRS-ONE), Ladies' Night (che riceve la nomination al Grammy Award) e altri.
Pubblica nel 2001 Up Close and Personal, dopo aver firmato con la Elektra. Nell'album vi sono collaborazioni con Snoop Dogg, Prodigy, Jay-Z, Wyclef Jean, Q-Tip, Lil' Mo, Beanie Sigel, Big Pun e Busta Rhymes.
Nel 2002 Angie pubblica Animal House, con il singolo If I Could Go, con Lil' Mo e Sacario che viene inserito nella colonna sonora del gioco della EA Sports NBA Live 2003. In questo LP collabora con Missy Elliott, Fat Joe, Lil' Mo, Petey Pablo, Sacario, Kelis, Tony Sunshine e Noreaga. Continua il suo lavoro alla radio.

## Discografia
- 2000 - Up Close and Personal
- 2002 - Animal House

## Filmografia parziale
- 24 ore donna (The 24 Hour Woman), regia di Nancy Savoca (1999)
- Brown Sugar, regia di Rick Famuyiwa (2002)
- Paper Soldiers, regia di David Daniel e Damon Dash (2002)
- Paid in Full, regia di Charles Stone III (2002)
- Generation Um..., regia di Mark Mann (2012)

## Doppiatrici italiane
- Giuppy Izzo in Brown Sugar